# Preternatural
Lo preternatural es aquello que está afuera o más allá de lo natural. Mientras esto puede incluir lo comúnmente llamado sobrenatural, también puede simplemente denotar extremos, como un fenómeno ordinario llevado "más allá" de lo natural. Uno podría tener, por ejemplo, un deseo preternatural, una curiosidad preternatural, un preternatural sentido del oído, etc.
Con frecuencia este término se utiliza para distinguirse de lo divino («sobrenatural») mientras se mantiene una división con lo completamente natural.
En teología, los ángeles, y los caídos están dotados con poderes preternaturales. Su intelecto, velocidad, y otras características están más allá de las capacidades humanas.
Otros ejemplos de criaturas preternaturales incluyen a los licántropos, vampiros, trasgos y zombis.